# Ho Tung Gardens
Gli Ho Tung Gardens (in cinese Hiu Kok Yuen, 何東花園, in italiano Giardini di Ho Tung), sono un complesso residenziale a Victoria Peak, presso Hong Kong. Il complesso, composto da due ville cinque pagode in tutto, venne fatto costruire dal multimilionario e filantropo cinese Robert Hotung e da sua moglie Clara a partire dal 1927. Originariamente il nome della villa era "The Falls", ma venne in seguito rinominata Ho Tung Gardens.
Nel 2011, è stato compreso nell'elenco delle proposte dei nei monumenti nazionali di Hong Kong. Malgrado questo, i proprietari hanno avanzato la proposta di demolire la struttura per lottizzare il terreno. Ne è nata una querelle che però ha dato ragione ai proprietari che ne hanno completato la demolizione nell'ottobre del 2013.

## Etimologia
La proprietà è oggi nota come Ho Tung Gardens (in cinese 何東花園) dal nome del suo proprietario originale, ma ha anche il nome cinese alternativo di "Hiu Kok Yuen" (曉覺園) – un amalgama dei nomi di Ho e della sua seconda moglie, Clara. Il nome alternativo cinese di Hotung era Hiu-sang (何曉生), mentre quello di sua moglie Clara era Cheung Lin-kok (何張蓮覺).

## Storia

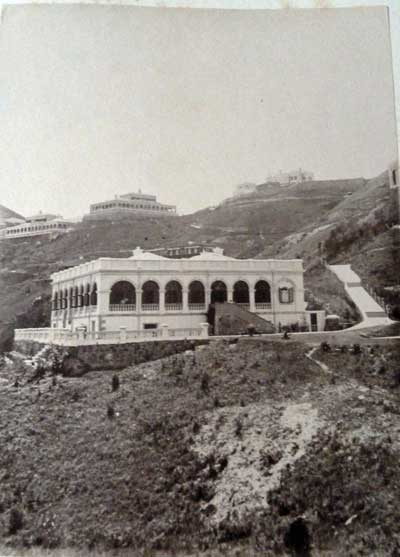
The Fall (1887-1927) - precursore degli Ho Tung Gardens

### Storia del sito
Il sito era un'area di 11.000 m², che era originariamente noto col nome di "The Falls" per la presenza di una cascata nelle vicinanze. Originariamente di proprietà di C.D. Wilkinson, il sito venne venduto a Ho nel 1923-1924 assieme alla villa che Wilkinson vi aveva eretto. A partire dal 1927 iniziarono i progetti per l'ampliamento della struttura.

### La costruzione

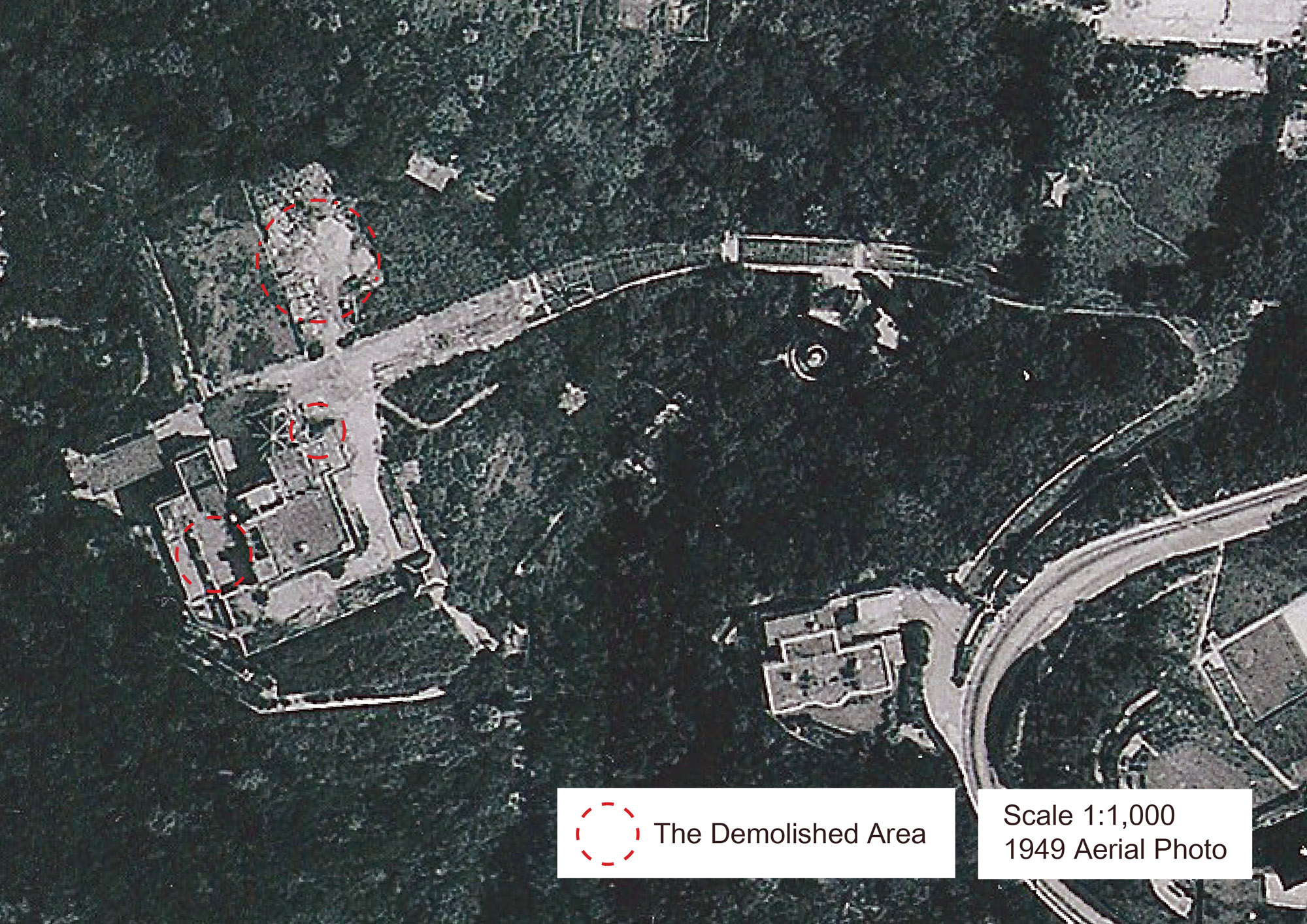
Fotografia aerea del sito nel 1949

La residenza che venne costruita sul terreno acquistato (oltre 370 metri quadrati) venne eretta tra il 1927 ed il 1938. Il progetto venne predisposto dallo studio Palmer and Turner Architects, in stile rinascimentale cinese. Il complesso era composto da due blocchi principali eretti nel 1927, oltre da altri edifici nel giardino e da un cancello monumentale, completati nel 1938 dopo la morte di lady Hotung. Nel giardino si trovavano inoltre cinque pagode. Uno dei padiglioni del giardino era decorato con esempi calligrafici di due ufficiali della dinastia Qing, Zeng Guofan e Zuo Zongtang.

### Usi e ospiti illustri

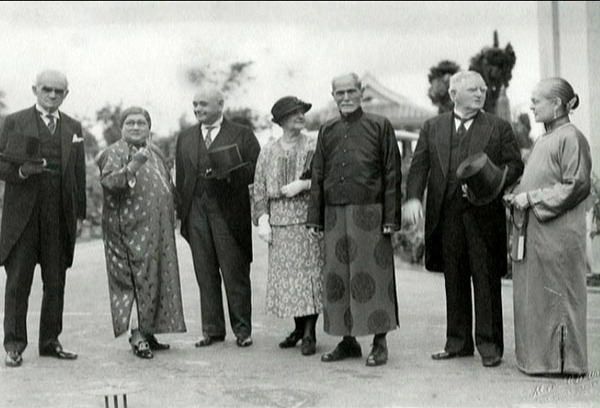
Robert Hotung (terzo da destra) con John Nance Garner (secondo da destra) agli Ho Tung Gardens nel 1935; la moglie Margaret (seconda da sinistra) e Clara (prima da destra) entrambe indossano il costume tradizionale cinese

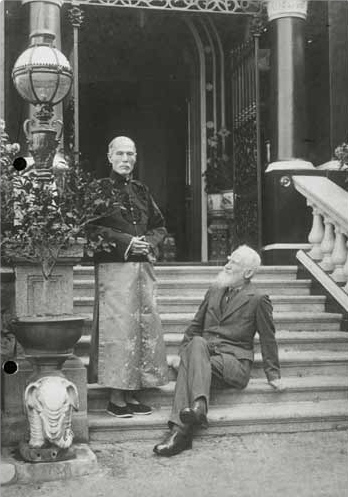
Hotung (a sinistra) con George Bernard Shaw (a destra) a Hong Kong nel 1933

Secondo la Peak Reservation Ordinance, solo agli europei era permesso di vivere su Victoria Peak. Hotung, che era metà europeo e metà cinese, viveva già a the Peak quando la legge entrò in vigore. Ho never lived in Ho Tung Gardens.
In quanto importante uomo d'affari dell'epoca, Hotung ricevette nella sua residenza importanti visitatori come il poeta e drammaturgo irlandese George Bernard Shaw ed il vicepresidente statunitense John Nance Garner nel 1935. Nel 1941, durante l'occupazione giapponese di Hong Kong, la villa divenne una base militare dell'esercito imperiale giapponese, mentre la famiglia di Hotung aveva cercato rifugio altrove. Parti della struttura, tra cui il tetto, vennero danneggiati dai pesanti combattimenti e la struttura venne in gran parte dilapidata. Nel 1946, Hotung chiese i danni di guerra al governo, li ottenne e fece restaurare completamente il complesso. La proprietà venne ampiamente rimaneggiata.
Il figlio di Hotung, Robert, visse nella proprietà dalla morte del padre sino alla fine degli anni '90, passandola poi alla nipote Ho Min-kwan nel 2003.

## Gli anni '10 del XXI secolo

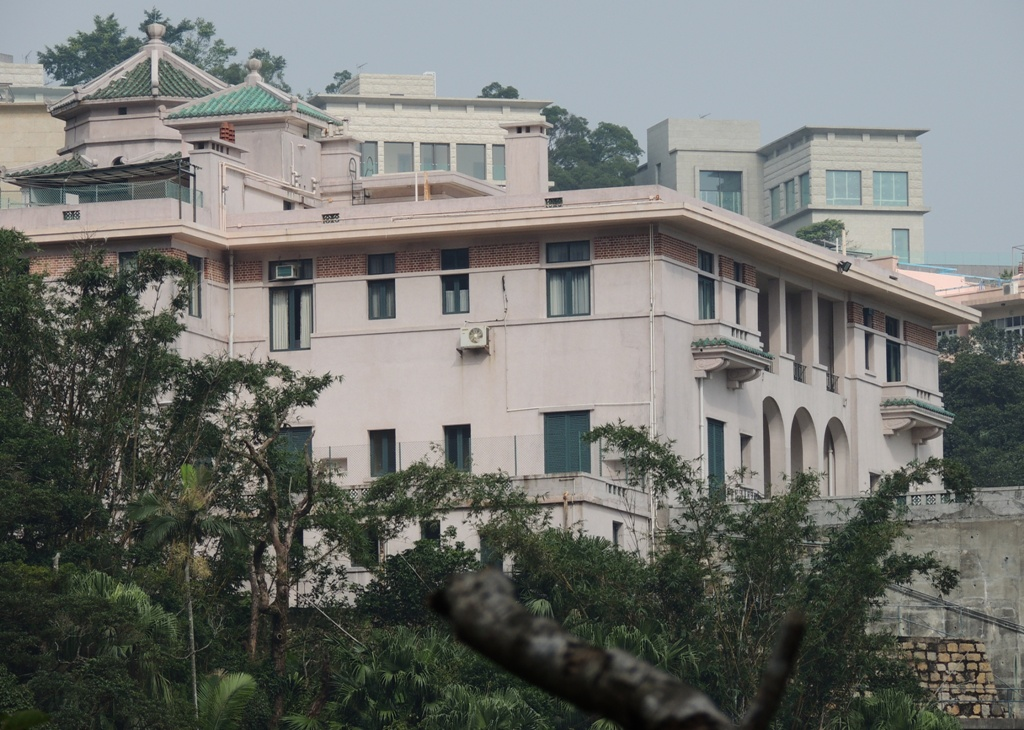
La villa nel 2012 prima della demolizione

La proprietaria, la nipote di Hotung, a metà del 2010 fece domanda perché la zona della villa potesse essere riqualificata con edifici nuovi. Secondo il piano di governo di territorio, l'area presentava le caratteristiche adatte a costruirvi 11 palazzi, ciascuno di quattro appartamenti. Nel luglio del 2010 ad ogni modo venne richiesto che l'area venisse tutelata come bene storico per Hong Kong, riconoscendone il valore storico ed artistico anche se tale dichiarazione non avrebbe comunque vincolato in perpetuo la struttura. Alla fine di gennaio del 2011, il governo di Hong Kong invocò l'Antiquities and Monuments Ordinance per la quarta volta nella sua storia, dichiarando la struttura come "proposto monumento storico" per un periodo di 12 mesi nei quali la villa sarebbe stata proposta per una moratoria e nel frattempo si sarebbe cercato di negoziare con la proprietà. Nell'ottobre del 2011, due consultori del governo prescelti presso l'Università di Hong Kong chiamati ad esaminare il caso in oggetto, ne conclusero che la villa aveva un alto valore storico ed artistico. Il 24 ottobre 2011, venne approvata la proposta governativa di dichiarare gli Ho Tung Gardens monumento nazionale. Bernard Chan, presidente della commissione, disse che era necessario preservare la casa per la singolarità di "scegliere uno stile tipico cinese per una casa nuova costruita nel 1927... un modo per romper le barriere razziali e sfidare le convenzioni dell'epoca. Fu anche una dichiarazione spontanea di Hotung di sentirsi diverso dai suoi vicini che vivevano in case ancora di stile coloniale all'epoca." Ad ogni modo alcuni storici dell'architettura hanno ritenuto che la villa fosse unicamente un pezzo ordinario d'architettura che non poteva essere in alcun modo comparata con le vere strutture tipiche del "rinascimento cinese" come ad esempio King Yin Lei e Haw Par Mansion.

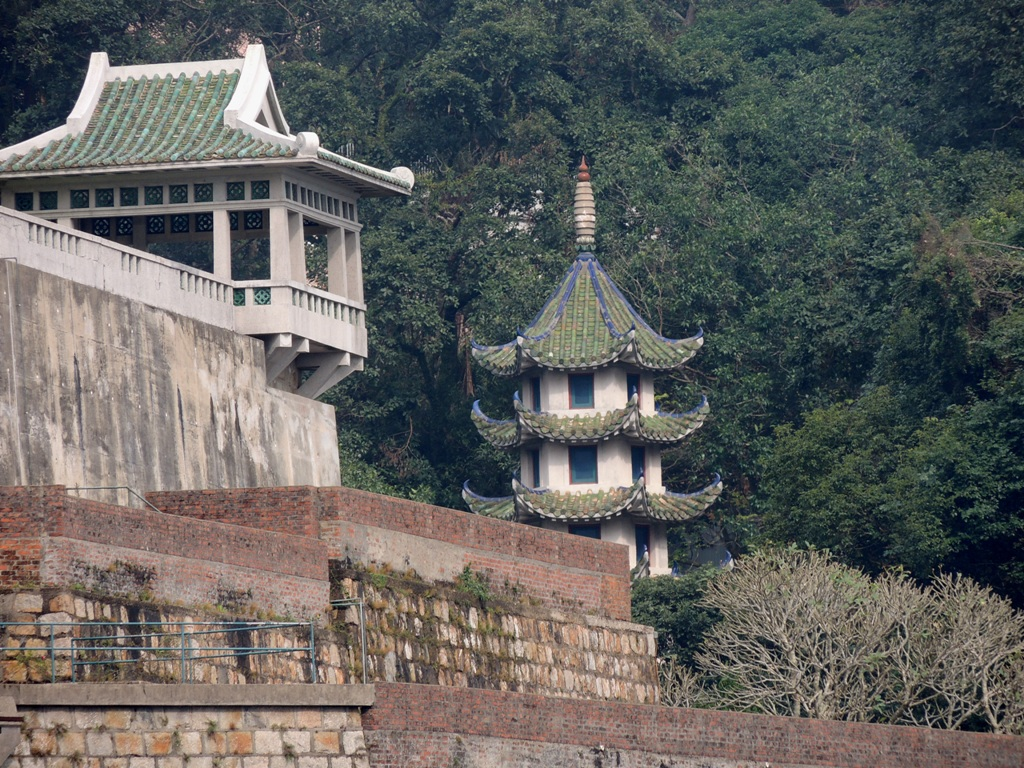
Particolare dei tetti di stile cinese della struttura nel 2012

Nel dicembre del 2011, il governo annunciò la sua volontà di tutelare gli Hotung Gardens prima della fine del termine della moratoria. La proprietà ovviamente si dimostrò contraria a questa decisione dal momento che era intenzionata a costruire la propria abitazione in una delle unità abitative che sarebbero state costruite sul sito. Ho Min-kwan disse personalmente che le strutture presenti non erano "nulla di eccezionale... non hanno i requisiti di valore storico o architettonico né di autenticità; non è un raro esempio di stile architettonico e non è una struttura distinta." La nipote disse anche che suo nonno non visse mai direttamente in questa abitazione e che la struttura principale era stata già convertita in sei appartamenti.
Dopo queste discussioni, il governo all'inizio di dicembre del 2012 annunciò di voler ritirare la propria dichiarazione. Il segretario per lo sviluppo, Paul Chan ammise il fallimento della politica del governo, ma ribadì comunque la contrarietà del governo all'operazione, pur avendo valutato che sarebbe stato un controsenso spendere miliardi e miliardi di dollari per una struttura che ne valeva dai tre ai sette. I lavori di demolizione del sito principale ebbero inizio nel luglio del 2013 e vennero completati alla fine di ottobre di quello stesso anno, preparando il terreno per la costruzione delle nuove abitazioni sul sito.
L'area degli Ho Tung Gardens venne venduta nel febbraio del 2015 per la somma di 1.000.000.000 di dollari di Hong Kong per la creazione di nuove residenze di lusso a 82.258 dollari a metro quadro, distinguendo l'area come tra le più care del mondo, terza solo alla Fifth Avenue negli Stati Uniti ed a Knightsbridge a Londra. Il nuovo proprietario dell'area è divenuto Cheung Chung Kiu, presidente della Land Holdings Ltd.